# The Game Awards 2016
The Game Awards 2016 — церемонія нагородження найкращих відеоігор 2016 року. Церемонію було організовано та проведено Джеффом Кілі в Microsoft Theater у Лос-Анджелесі 1 грудня 2016 року та транслювався в прямому ефірі на декількох платформах. На цьому заході Overwatch стала найкращою грою року, а Blizzard Entertainment — найкращою студією, а дизайнер ігор Хідео Коджіма отримав нагороду Industry Icon Award.

## Мовлення та глядачі
Трансляція The Game Awards відбулася 1 грудня 2016 року о 17:30 за тихоокеанським часом на кількох відеохостингах, включаючи YouTube і Twitch, а також на ігрових сервісах Xbox Live, PlayStation Network і Steam. Вперше трансляція на YouTube включала опції віртуальної реальності та роздільної здатності 4K. Кілі та інші організатори заходу співпрацювали з Tencent QQ, щоб забезпечити пряму трансляцію та переклад церемонії для китайських глядачів за допомогою клієнтів Tencent QQ та WeChat, а також для участі у Fans Choice Awards; ці два сервіси разом мали потенціал для більш ніж 1,5 мільярда додаткових глядачів. Кілі зазначив, що після зняття заборони на відеоігри в КНР у 2015 році він став одним з найбільш швидкозростаючих ринків відеоігор, і укладення угоди з Tencent було «справді експериментом», щоб побачити, наскільки добре там буде сприйнята презентація нагород.
Кілі був ведучим заходу в прямому ефірі з Microsoft Theater у Лос-Анджелесі. На заході виступили Run The Jewels, саундтрек до гри Doom Міка Гордона та Rae Sremmurd.
На заході були представлені нові ґеймплейні відеоролики до кількох майбутніх ігор. Перед початком заходу Кілі заявив, що церемонія буде менше покладатися на комп'ютерні (CGI) трейлери та більше на ігрові кадри, що було пов'язано з ефектом оманливого маркетингу No Man's Sky на початку року. Серед ігор, показаних під час трансляції, були Mass Effect: Andromeda, The Walking Dead: A New Frontier, Prey, The Legend of Zelda: Breath of the Wild, Shovel Knight: Spectre of Torment, Halo Wars 2, Death Stranding, Dauntless від Phoenix Labs, ремастер Bulletstorm, Guardians of the Galaxy від Telltale Games, LawBreakers, Warframe, Assassin's Creed: The VR Experience та фрагменти з Assassin's Creed 2016 року. У допрем'єрному показі також було показано гру The Legend of Zelda: Breath of the Wild.
З додаванням трансляції на азійську аудиторію загальна кількість глядачів склала близько 3,8 мільйона, що на 65% більше, ніж у 2015 році.
Серія сумнозвісна своїм маркетинговим зв'язком з лезами для гоління Schick. Гідробот, гуманоїдний робот з головою у вигляді леза бритви, з'являвся протягом усього шоу і позував з розробником ігор Хідео Коджімою. Трюк був розкритикований за його комерціалізований характер.

## Нагороди та номінації
Номінанти на премію The Game Awards 2016 були оголошені 16 листопада 2016 року. Для участі в конкурсі ігри-кандидати повинні були мати дату комерційного релізу не пізніше 24 листопада 2016 року. 21 листопада The Game Awards виключила фан-ігри AM2R та Pokémon Uranium зі списку номінантів у категорії «Найкраще творіння фанатів». Під час трансляції перед початком заходу Кілі докладніше розповів про ситуацію і пояснив, що фан-ігри не були юридично дозволені Nintendo, яка володіє правами на інтелектуальну власність обох ігор, для включення в церемонію.
Більшість переможців було оголошено під час церемонії нагородження 1 грудня 2016 року, за винятком категорії «Найкраще творіння фанатів». Переможці виділені жирним шрифтом і позначені подвійним кинджалом (‡).

### Нагороди за результатами голосування журі
| Гра року | Найкраща ігрова режисура |
| --- | --- |
| - Overwatch – Blizzard Entertainment - Doom – id Software - Inside – Playdead - Titanfall 2 – Respawn Entertainment - Uncharted 4: A Thief's End – Naughty Dog                                                                         | - Overwatch – Blizzard Entertainment - Battlefield 1 – EA DICE - Doom – id Software - Titanfall 2 – Respawn Entertainment - Uncharted 4: A Thief's End – Naughty Dog |
| Найкращий сюжет | Найкраща художня режисура |
| - Uncharted 4: A Thief's End – Naughty Dog - Firewatch – Campo Santo - Inside – Playdead - Mafia III – Hangar 13 - Oxenfree – Night School Studio                                                                                      | - Inside – Playdead - Abzû – Giant Squid - Firewatch – Campo Santo - Overwatch – Blizzard Entertainment - Uncharted 4: A Thief's End – Naughty Dog |
| Найкраща оригінальна музика/саундтрек | Найкраще озвучення/виконання ролі |
| - Doom – id Software - Battlefield 1 – EA DICE - Inside – Playdead - Rez Infinite – United Game Artists - Thumper – Drool | - Нолан Норт як Нейтан Дрейк – Uncharted 4: A Thief's End - Алекс Гернандез як Лінкольн Клей – Mafia III - Кайссі Джонс як Делайла – Firewatch - Емілі Роуз як Єлена Фішер – Uncharted 4: A Thief's End - Річ Соммер як Генрі – Firewatch - Трой Бейкер як Сем Дрейк – Uncharted 4: A Thief's End |
| Впливові ігри | Найкраща незалежна гра |
| - That Dragon, Cancer – Numinous Games - Block'hood – Plethora Project - Orwell – Osmotic - Sea Hero Quest – Glitchers - 1979 Revolution: Black Friday – iNK Stories                                                                   | - Inside – Playdead - Firewatch – Campo Santo - Hyper Light Drifter – Heart Machine - Stardew Valley – ConcernedApe - The Witness – Thekla, Inc. |
| Найкраща мобільна/портативна гра | Найкраща VR-гра |
| - Pokémon Go – Niantic - Clash Royale – Supercell - Fire Emblem Fates – Intelligent Systems - Monster Hunter Generations – Capcom - Severed – DrinkBox Studios                                                                         | - Rez Infinite – United Game Artists - Batman: Arkham VR – Rocksteady Studios - Eve: Valkyrie – CCP Games - Job Simulator – Owlchemy Labs - Thumper – Drool |
| Найкращий бойовик | Найкращий пригодницький бойовик |
| - Doom – id Software - Battlefield 1 – EA DICE - Gears of War 4 – The Coalition - Overwatch – Blizzard Entertainment - Titanfall 2 – Respawn Entertainment                                                                             | - Dishonored 2 – Arkane Studios - Hitman – IO Interactive - Hyper Light Drifter – Heart Machine - Ratchet & Clank – Insomniac Games - Uncharted 4: A Thief's End – Naughty Dog |
| Найкраща рольова гра | Найкращий файтинг |
| - The Witcher 3: Wild Hunt – Blood and Wine – CD Projekt Red - Dark Souls III – FromSoftware - Deus Ex: Mankind Divided – Eidos Montréal - World of Warcraft: Legion – Blizzard Entertainment - Xenoblade Chronicles X – Monolith Soft | - Street Fighter V – Capcom - Killer Instinct Season Three – Iron Galaxy - The King of Fighters XIV – SNK - Pokkén Tournament – Bandai Namco Studios |
| Найкраща стратегія | Найкраща гра для всієї сім'ї |
| - Civilization VI – Firaxis Games - Fire Emblem Fates – Intelligent Systems - The Banner Saga 2 – Stoic - Total War: Warhammer – Creative Assembly - XCOM 2 – Firaxis Games                                                            | - Pokémon Go – Niantic - Dragon Quest Builders – Square Enix - Lego Star Wars: The Force Awakens – TT Fusion - Ratchet & Clank – Insomniac Games - Skylanders: Imaginators – Toys for Bob |
| Найкраща спортивна гра | Найкраща багатокористувацька гра |
| - Forza Horizon 3 – Playground Games - FIFA 17 – EA Canada - MLB The Show 16 – San Diego Studio - NBA 2K17 – Visual Concepts - Pro Evolution Soccer 2017 – PES Productions                                                             | - Overwatch – Blizzard Entertainment - Battlefield 1 – EA DICE - Gears of War 4 – The Coalition - Overcooked – Ghost Town Games - Titanfall 2 – Respawn Entertainment - Tom Clancy's Rainbow Six Siege – Ubisoft Montreal                                                                         |

### Нагороди глядацьких симпатій
| Найочікуваніша гра | Популярний гравець |
| --- | --- |
| - The Legend of Zelda: Breath of the Wild – Nintendo EPD - God of War – Santa Monica Studio - Horizon Zero Dawn – Guerrilla Games - Mass Effect: Andromeda – BioWare - Red Dead Redemption 2 – Rockstar Studios | - Boogie2988 - AngryJoeShow - Danny O'Dwyer - JackSepticEye - Lirik |
| Найкраще творіння фанатів | Кіберспортсмен року |
| - Enderal: The Shards of Order - Brutal Doom 64 - AM2R - Pokémon Uranium | - Марсело «Coldzera» Девід (SK Gaming – Counter-Strike: Global Offensive) - Лі «Faker» Сан-Хьок (SK Telecom T1 – League of Legends) - Хюн «Бьюн» Ву (StarCraft II) - Лі «Infiltration» Сьон-Ву (Team Razer – Street Fighter V) - Хуан «Hungrybox» Дебідма (Team Liquid – Super Smash Bros. Melee) |
| Кіберспортивна команда року | Кіберспортивна гра року |
| - Cloud9 - SK Telecom T1 - Wings Gaming - SK Gaming - ROX Tigers | - Overwatch – Blizzard Entertainment - Counter-Strike: Global Offensive – Valve - Dota 2 – Valve - League of Legends – Riot Games - Street Fighter V – Capcom |

### Почесні нагороди
| Премія «Ікона індустрії» |
| ------------------------ |
| - Хідео Коджіма          |

## Ігри з кількома номінаціями та нагородами
| Номінації | Гра                        |
| --------- | -------------------------- |
| 8         | Uncharted 4: A Thief's End |
| 6         | Overwatch                  |
| 5         | Firewatch                  |
| 5         | Inside                     |
| 4         | Battlefield 1              |
| 4         | Doom                       |
| 4         | Titanfall 2                |
| 2         | Fire Emblem Fates          |
| 2         | Gears of War 4             |
| 2         | Hyper Light Drifter        |
| 2         | Mafia III                  |
| 2         | Pokémon Go                 |
| 2         | Ratchet & Clank            |
| 2         | Rez Infinite               |
| 2         | Street Fighter V           |
| 2         | Thumper                    |

| Нагороди | Гра                        |
| -------- | -------------------------- |
| 4        | Overwatch                  |
| 2        | Doom                       |
| 2        | Inside                     |
| 2        | Pokémon Go                 |
| 2        | Uncharted 4: A Thief's End |